# Rhino (musicien)
Pour les articles homonymes, voir Rhino.
Rhino, de son vrai nom Kenny Earl Edwards a été le batteur du groupe de heavy metal Manowar.
Scott Columbus l'a contacté en 1992 afin de lui proposer de le remplacer à la batterie pour qu'il puisse se consacrer à son fils malade. Il a accepté l'offre puis a intégralement brulé sa précédente batterie afin de symboliser cette nouvelle période dans sa carrière. Il a participé à l'enregistrement de l'album The Triumph of Steel ainsi qu'à de nombreux concerts avant de rendre sa place à Scott en 1995.
Il est revenu jouer sur scène avec Manowar lors du concert de Geiselwind (Earthshaker-Fest en juillet 2005, durant lequel il a rejoué un titre tiré de l'album The Triumph of Steel.
Il travaille actuellement sur un album opéra heavy metal qui sera produit par le label Magic Circle Music